# 살무사
살무사 또는 살모사(殺母蛇)는 살무사과에 속하는 파충류인 유독성 독사의 일종이다. 복사(蝮蛇), 섬사(蟾蛇)라고도 한다. 난태생으로 새끼가 어미의 몸을 파 먹고 나 오는 듯 하며 어미가 새끼를 낳고는 지치고 하기에 어미를 죽이는 듯 하여 살모사(殺母蛇)라는 이름이 붙었으며, 훗날 변형되어 살무사라고 일컬어지게 됐다. 학술적으로 인정된 명칭은 '살모사'이나 국립국어원에서는 '살모사'와 '살무사' 둘 다 표준어로 인정하고 있다.

## 몸
몸길이는 45-75cm 정도로 등쪽은 회갈색 내지 암갈색에 흑갈색의 큰 얼룩무늬가 있으며, 배쪽은 검은색에 황갈색 혹은 적갈색의 불규칙한 얼룩무늬가 있다. 머리는 거의 삼각형이며, 눈과 콧구멍 사이에 피트기관이 있어 주변의 화학 물질을 감지한다. 등에는 둥근 무늬가 좌우로 번갈아가며 이어져 꼬리로 가면서 합쳐진다. 몸통의 비늘은 뚜렷하게 융기된 줄과 한 쌍의 비늘구멍을 갖고 있다.

## 서식지 및 생식
이 종류는 한국의 전지역에 걸쳐 분포하는 유일한 독사로 평지나 고산 어디에서나 볼 수 있다. 비교적 건조한 밭이나 개울 주변, 습기가 많은 삼림에 서식한다. 먹이는 주로 쥐와 개구리 등이 있다. 독성분은 출혈독으로 강하지만 먼저 공격하는 일은 거의 없다. 난태생으로 여름에 7-12마리의 새끼를 낳는다. 단, 열대지방에 사는 살무사는 난생이다.

## 아종
| 아종              | 분류 저자         | 속칭           | 지리적 분포                                                                                  |
| ----------------- | ----------------- | -------------- | -------------------------------------------------------------------------------------------- |
| G. b. blomhoffii  | (Boie, 1826)      | 일본살무사     | 일본, 작은 섬들 거의 대부분을 포함                                                           |
| G. b. brevicaudus | (Stejneger, 1907) | 짧은꼬리살무사 | 중국(만주)와 한반도                                                                          |
| G. b. dubitatus   | (Gloyd, 1977)     | 둥링살무사     | 중국 후베이성에 일부 제한적으로 서식                                                         |
| G. b. siniticus   | (Gloyd, 1977)     | 양쯔강살무사   | 모식지: 중국 산둥, 장쑤, 안후이 지방에서, 남쪽으로는 창강 분지, 동쪽으로는 쓰촨, 장시와 후난 |

## 같이 보기
- 까치살모사
- 쇠살모사
- 유혈목이
- 반시뱀
- 방울뱀
- 코브라

## 참고 자료
- 이 문서에는 다음커뮤니케이션(현 카카오)에서 GFDL 또는 CC-SA 라이선스로 배포한 글로벌 세계대백과사전의 내용을 기초로 작성된 글이 포함되어 있습니다.